# Jacques Échard
Jacques Échard, francoski dominikanec in zgodovinar, * 22. september 1644, Rouen, † 15. marec 1724, Pariz.
Échard je najbolj znan po Scriptores ordinis prædicatorum recensiti, notisque historicis illustrati ad annum 1700 auctoribus (Pariz, 1721), delu, ki opisuje zgodovino dominikancev.